# Ero comorensis
Espèce
Ero comorensis est une espèce d'araignées aranéomorphes de la famille des Mimetidae.

## Distribution
Cette espèce se rencontre aux Comores et aux Seychelles.

## Étymologie
Son nom d'espèce, composé de comore[s] et du suffixe latin -ensis, « qui vit dans, qui habite », lui a été donné en référence au lieu de sa découverte, les Comores.

## Publication originale
- Emerit, 1996 : Contribution à l'étude des aranéides de Madagascar et des Comores: I. La famille des Mimetidae. Revue Arachnologique, vol. 11, p. 95-108.